# Semomesia cecilae
Espèce
Semomesia cecilae est une espèce d'insectes lépidoptères appartenant à la famille  des Riodinidae et au genre Semomesia.

## Taxonomie
Semomesia cecilae a été décrit par Jean-Yves Gallard en 1997, d'abord comme une sous-espèce de Semomesia alyattes, Semomesia alyattes cecilae, .

## Écologie et distribution
Semomesia cecilae n'est présent qu'en Guyane.

### Protection
Pas de statut de protection particulier.